# İnebolu
Inebolu  è una città della Turchia che fa parte della Regione del Mar Nero, nella provincia di Kastamonu ed è il centro principale del distretto omonimo. Dista 590 km da Istanbul, ed 80 km da Kastamonu, tipica città costiera del Mar Nero presenta molti bei esempi di architettura tradizionale.
È nota anche per essere la città in cui è stato girato il film Mustang.

## Storia
Vedi anche Abonutico/Ionopolis per la storia della città antica.
Sconosciuta è la data esatta della fondazione di Inebolu, conosciuta come Abonutico era un'antica città della Paflagonia fondata da coloni di Sinope, a sua volta colonia di Mileto.
Nel II secolo vi visse Alessandro di Abonutico, fondatore del culto di Glicone, del quale Luciano fece un ritratto nella sua opera Alessandro o il falso profeta.
Nella seconda metà del II secolo d.C. il nome fu cambiato in Ionopolis e quindi il nome "Ionopolis" metamorfosato in "Inepolis", e infine in turco come "İnebolu."
Durante la Guerra d'indipendenza turca, armi e munizioni furono trasferiti in Anatolia per mezzo del porto di İnebolu, la città fu attaccata ma si difese con tanta determinazione da meritare la Medaglia dell'Indipendenza da parte Grande Assemblea Nazionale Turca.
Fino al 1920, İnebolu era popolata principalmente da Turchi, e nel 1923 la popolazione di religione ortodossa (principalmente greci) venne trasferita in Grecia nell'ambito dello scambio di popolazioni tra Grecia e Turchia. Molti di questi emigranti si stabilirono in un quartiere chiamato Inepolis nel suburbio di Nea Ionia dell'area metropolitana di Atene

## Geografia
Inebolu è un porto sul Mar Nero, il centro abitato si estende per circa sei chilometri circondata a sud dalle boscose propaggini dei Monti del Ponto, La città vive di turismo di pesca e dell'industria del legname. Il clima è oceanico, quasi mediterraneo d'estate ma continentale d'inverno con frequenti precipitazioni nevose.